# Джеймс Ренел
Майор Джеймс Ренел (на английски: James Rennell) е английски географ, военен топограф и картограф, пионер в океанографията.

## Биография

### Произход и младежки години (1742 – 1760)
Роден е на 3 декември 1742 година близо до Чъдли, Девън, Югозападна Англия, в семейство на Джон Ренел – офицер от Кралската артилерия, убит скоро след раждането му. През 1756 г., на 14-годишна възраст, постъпва във флота като мичман и участва в няколко сражения по време на Седемгодишната война (1756 – 1763) между Англия и Франция.

### Изследователска дейност в Индия (1760 – 1776)
През 1760 г. е командирован в Индия и остава там до 1777 г., като през този период извършва мащабни топографски измервания и картирания на големи територии от Индия – около 300 хил. km². От 1760 до 1764 г. отлично овладява на теория и практика морска геодезия и научава няколко индийски езика, владеенето на които спомагат много по време на 13-годишната му дейност в Индия.
От октомври 1763 до февруари 1764 г. картира част от бреговете на Полкския проток, проток между полуостров Индостан и остров Шри Ланка. От лятото на 1764 до 1773 г. с девет помощници извършва систематични топографски дейности в Северна Индия, като картира долините на Ганг и Джамна от 78° и.д. до източните предели на Бенгалия (94° и.д.) и извършва около 500 маршрутни топографски хода между пунктове с астрономически определени координати. От май до юли 1765 г. проследява около 500 km от река Брахмапутра от устието ѝ в Ганг до 92° и.д. От средата на декември 1765 г. до края на февруари 1766, заедно с Уилям Ричардс, заснема и картира множество леви притоци на Ганг, в т.ч. река Маханади и десни притоци на Брахмапутра, в т.ч. Манас и Тиста. В края на февруари 1766 г. отрядът му е нападнат от банда разбойници и в завързалата се схватка Ренел е сериозно ранен. С големи усилия е докаран в Дака и спасен. След оздравяването си, от февруари до септември 1767 г. картира част от Асамските планини между 90° и 92° и.д. в завоя на река Брахмапутра.
От 1769 до 1773 г., отново заедно с Уилям Ричардс, картира най-голямата в света делта (около 100 хил. km²) на реките Ганг и Брахмапутра.
През 1776 г. е тежко ранен около границата с Бутан и до края на живота си не се възстановява напълно от раните си.

### Следващи години (1777 – 1830)
През 1777 г., едва на 35 години, се оттегля от активна служба, получава пожизнена пенсия от £600, напуска Индия и се връща в Англия. Останалите 53 години от живота си Ренел прекарва в Лондон, като се отдава на писателска и издателска дейност.
В резултат на своите деветгодишни измервания в Индия той издава карти и атласи на Северна Индия (1783) и Бенгалия (1779). Изработва карта на Египет и карта на теченията в Атлантическия и Индийския океан (1799), с което става баща на съвременната океанография. Издава книга за откриването и изследването на Северна Африка и множество други произведения с географски и исторически характер.
През 1781 г. е избран за член на Кралското научно дружество, през 1791 г. за особени заслуги в картографията е награден със златен медал от същото дружество, а през 1825 г. – със златен медал от Кралското литературно дружество.
Умира в Лондон на 29 март 1830 година на 87-годишна възраст. Погребан е в Уестминстърското абатство.